# Henry Petty-Fitzmaurice
Henry Charles Keith Petty-Fitzmaurice, 5.to marqués de Lansdowne, (Londres, 14 de enero de 1845 – Clonmel, 3 de junio de 1927) fue un político británico, quien sirvió sucesivamente como gobernador general de Canadá, gobernador general de la India, Secretario de Estado de Guerra, y Secretario de Estado de Asuntos Exteriores, participando tanto en gobiernos liberales como en gobiernos conservadores.

## Biografía
Bisnieto del primer ministro británico Lord Shelburne (1.er marqués de Lansdowne), e hijo mayor del 4º marqués de Lansdowne, Henry Charles Keith Petty-Fitzmaurice nació en Londres en 1845. Ostentó el título de vizconde Clanmaurice desde su nacimiento hasta 1863, siendo conocido como conde de Kerry desde ese momento hasta que sucedió a su padre en el marquesado en 1866.
Después de cursar estudios en Eton y en Oxford, sucedió a su padre como 5º marqués de Lansdowne y 6º Conde de Kerry a los 21 años, heredando gran cantidad de propiedades, que incluían la casa familiar, Bowood House, así como grandes sumas de dinero.
Ingresó en la Cámara de los Lores como miembro del Partido Liberal en 1866, ocupando el cargo de «Lord del Tesoro» en el gobierno de William Gladstone entre 1869 y 1872 y como subsecretario de Estado de Guerra entre 1872 y 1874. Fue nombrado subsecretario de Estado para la India en 1880, y gobernador general de Canadá en 1883.

### Gobernador General de Canadá
Durante sus primeros años de estancia en Canadá, Lord Lansdowne vivió tiempos turbulentos, debido en gran parte a la gestión del gobierno del primer ministro canadiense John A. Macdonald en la construcción del ferrocarril Canadian Pacific Railway, y a la recesión económica del momento.
En 1885 viajó a lo largo de todo el país, reuniéndose con miembros de las Primeras Naciones de Canadá.
Durante este periodo nombró como su secretario militar a Lord Melgund, quien años después sería nombrado 4º Conde de Minto y que serviría como Gobernador General entre 1898 y 1904.

### Gobernador General de la India
En 1888 abandonó Canadá para ocupar su nuevo cargo como gobernador general de la India, que ejerció durante seis años, periodo tras el cual volvió a Inglaterra, en 1894.
En 1895, bajo el gobierno del primer ministro Robert Gascoyne-Cecil, tercer marqués de Salisbury, Lord Lansdowne fue nombrado Secretario de Estado de Guerra, y tras la victoria conservadora en las elecciones generales de noviembre de 1900, el marqués de Salisbury reorganizó el gabinete y lo nombró  secretario de Estado de Asuntos Exteriores, continuando en el cargo durante el gobierno de Arthur Balfour.
Después de la victoria liberal en las elecciones generales de enero de 1906, Lansdowne fue el encargado de liderar a la oposición conservadora en la Cámara de los Lores. En 1915, formó parte del gobierno de coalición de Herbert Henry Asquith como ministro sin cartera, aunque no continuó en el gobierno que Lloyd George formó al año siguiente.
Falleció el 3 de junio de 1927.

## Reconocimientos
El puente Lansdowne, un puente sobre el río Indo en el actual Pakistán, inaugurado en 1889 y en su día el puente en celosía más largo del mundo, honra su memoria.